# Namo Simpur
Namo Simpur is een bestuurslaag in het regentschap Deli Serdang van de provincie Noord-Sumatra, Indonesië. Namo Simpur telt 1273 inwoners (volkstelling 2010).